# Aire d'attraction de Sarlat-la-Canéda
L'aire d'attraction de Sarlat-la-Canéda est un zonage d'étude défini par l'Insee pour caractériser l’influence de la commune de Sarlat-la-Canéda sur les communes environnantes. Publiée en octobre 2020, elle se substitue à l'aire urbaine de Sarlat-la-Canéda, qui comportait 17 communes dans le précédent zonage qui remontait à 2010.

### Carte

Carte de l'aire d'attraction de Sarlat-la-Canéda.

## Définition
L'aire d'attraction d'une ville est composée d’un pôle, défini à partir de critères de population et d’emploi ainsi que d’une couronne constituée des communes dont au moins 15 % des actifs travaillent dans le pôle. Le pôle d’attraction constitue ainsi un point de convergence des déplacements domicile-travail,.

## Type et composition
L’aire d'attraction de Sarlat-la-Canéda est une aire inter-régionale qui comporte 47 communes : 45 situées dans le département de la Dordogne en région Nouvelle-Aquitaine, et deux dans le Lot (Milhac et Saint-Cirq-Madelon) en région Occitanie.
Elle est catégorisée dans les aires de moins de 50 000 habitants, une catégorie qui regroupe 16,5 % de la population de Nouvelle-Aquitaine et 12,2 % au niveau national.
Au 1er janvier 2022, les communes de Cazoulès, Peyrillac-et-Millac et Orliaguet se sont regroupées pour former la commune nouvelle de Pechs-de-l'Espérance. Orliaguet et Peyrillac-et-Millac n'étant plus dans l'aire d'attraction de Sarlat-la-Canéda, le nombre de communes passe alors de 47 à 45.

### Composition communale
| Nom                               | Code Insee | Département | Statut                 | Superficie (km2) | Population (dernière pop. légale) | Densité (hab./km2) | Modifier                                    |
| --------------------------------- | ---------- | ----------- | ---------------------- | ---------------- | --------------------------------- | ------------------ | ------------------------------------------- |
| Sarlat-la-Canéda (commune-centre) | 24520      | Dordogne    | commune-centre         | 47,13            | 8 786 (2022)                      | 186                | modifier les données · modifier les données |
| Allas-les-Mines                   | 24006      | Dordogne    | commune de la couronne | 7,04             | 195 (2022)                        | 28                 | modifier les données · modifier les données |
| Archignac                         | 24012      | Dordogne    | commune de la couronne | 22,90            | 403 (2022)                        | 18                 | modifier les données · modifier les données |
| Beynac-et-Cazenac                 | 24040      | Dordogne    | commune de la couronne | 12,74            | 447 (2022)                        | 35                 | modifier les données · modifier les données |
| Bouzic                            | 24063      | Dordogne    | commune de la couronne | 11,76            | 154 (2022)                        | 13                 | modifier les données · modifier les données |
| Calviac-en-Périgord               | 24074      | Dordogne    | commune de la couronne | 14,52            | 541 (2022)                        | 37                 | modifier les données · modifier les données |
| Campagnac-lès-Quercy              | 24075      | Dordogne    | commune de la couronne | 19,67            | 324 (2022)                        | 16                 | modifier les données · modifier les données |
| Carlux                            | 24081      | Dordogne    | commune de la couronne | 13,31            | 655 (2022)                        | 49                 | modifier les données · modifier les données |
| Carsac-Aillac                     | 24082      | Dordogne    | commune de la couronne | 17,31            | 1 549 (2022)                      | 89                 | modifier les données · modifier les données |
| Castelnaud-la-Chapelle            | 24086      | Dordogne    | commune de la couronne | 20,88            | 449 (2022)                        | 22                 | modifier les données · modifier les données |
| Cénac-et-Saint-Julien             | 24091      | Dordogne    | commune de la couronne | 19,87            | 1 189 (2022)                      | 60                 | modifier les données · modifier les données |
| La Chapelle-Aubareil              | 24106      | Dordogne    | commune de la couronne | 19,85            | 542 (2022)                        | 27                 | modifier les données · modifier les données |
| Cladech                           | 24122      | Dordogne    | commune de la couronne | 5,49             | 87 (2022)                         | 16                 | modifier les données · modifier les données |
| Daglan                            | 24150      | Dordogne    | commune de la couronne | 19,96            | 556 (2022)                        | 28                 | modifier les données · modifier les données |
| Domme                             | 24152      | Dordogne    | commune de la couronne | 24,91            | 901 (2022)                        | 36                 | modifier les données · modifier les données |
| Florimont-Gaumier                 | 24184      | Dordogne    | commune de la couronne | 9,05             | 163 (2022)                        | 18                 | modifier les données · modifier les données |
| Groléjac                          | 24207      | Dordogne    | commune de la couronne | 12,28            | 675 (2022)                        | 55                 | modifier les données · modifier les données |
| Jayac                             | 24215      | Dordogne    | commune de la couronne | 17,77            | 188 (2022)                        | 11                 | modifier les données · modifier les données |
| Marcillac-Saint-Quentin           | 24252      | Dordogne    | commune de la couronne | 16,46            | 839 (2022)                        | 51                 | modifier les données · modifier les données |
| Marquay                           | 24255      | Dordogne    | commune de la couronne | 24,27            | 587 (2022)                        | 24                 | modifier les données · modifier les données |
| Meyrals                           | 24268      | Dordogne    | commune de la couronne | 18,16            | 710 (2022)                        | 39                 | modifier les données · modifier les données |
| Nabirat                           | 24300      | Dordogne    | commune de la couronne | 16,25            | 350 (2022)                        | 22                 | modifier les données · modifier les données |
| Paulin                            | 24317      | Dordogne    | commune de la couronne | 11,43            | 245 (2022)                        | 21                 | modifier les données · modifier les données |
| Prats-de-Carlux                   | 24336      | Dordogne    | commune de la couronne | 13,00            | 487 (2022)                        | 37                 | modifier les données · modifier les données |
| Proissans                         | 24341      | Dordogne    | commune de la couronne | 17,56            | 1 086 (2022)                      | 62                 | modifier les données · modifier les données |
| La Roque-Gageac                   | 24355      | Dordogne    | commune de la couronne | 7,17             | 439 (2022)                        | 61                 | modifier les données · modifier les données |
| Saint-André-d'Allas               | 24366      | Dordogne    | commune de la couronne | 28,77            | 885 (2022)                        | 31                 | modifier les données · modifier les données |
| Saint-Crépin-et-Carlucet          | 24392      | Dordogne    | commune de la couronne | 18,51            | 532 (2022)                        | 29                 | modifier les données · modifier les données |
| Saint-Cybranet                    | 24395      | Dordogne    | commune de la couronne | 10,33            | 373 (2022)                        | 36                 | modifier les données · modifier les données |
| Saint-Geniès                      | 24412      | Dordogne    | commune de la couronne | 33,59            | 893 (2022)                        | 27                 | modifier les données · modifier les données |
| Saint-Julien-de-Lampon            | 24432      | Dordogne    | commune de la couronne | 13,24            | 657 (2022)                        | 50                 | modifier les données · modifier les données |
| Saint-Martial-de-Nabirat          | 24450      | Dordogne    | commune de la couronne | 15,57            | 578 (2022)                        | 37                 | modifier les données · modifier les données |
| Saint-Vincent-de-Cosse            | 24510      | Dordogne    | commune de la couronne | 7,19             | 384 (2022)                        | 53                 | modifier les données · modifier les données |
| Saint-Vincent-le-Paluel           | 24512      | Dordogne    | commune de la couronne | 6,86             | 293 (2022)                        | 43                 | modifier les données · modifier les données |
| Sainte-Mondane                    | 24470      | Dordogne    | commune de la couronne | 9,63             | 301 (2022)                        | 31                 | modifier les données · modifier les données |
| Sainte-Nathalène                  | 24471      | Dordogne    | commune de la couronne | 13,57            | 648 (2022)                        | 48                 | modifier les données · modifier les données |
| Salignac-Eyvigues                 | 24516      | Dordogne    | commune de la couronne | 43,48            | 1 184 (2022)                      | 27                 | modifier les données · modifier les données |
| Simeyrols                         | 24535      | Dordogne    | commune de la couronne | 9,26             | 256 (2022)                        | 28                 | modifier les données · modifier les données |
| Tamniès                           | 24544      | Dordogne    | commune de la couronne | 19,09            | 405 (2022)                        | 21                 | modifier les données · modifier les données |
| Veyrignac                         | 24574      | Dordogne    | commune de la couronne | 9,54             | 325 (2022)                        | 34                 | modifier les données · modifier les données |
| Veyrines-de-Domme                 | 24575      | Dordogne    | commune de la couronne | 11,44            | 235 (2022)                        | 21                 | modifier les données · modifier les données |
| Vézac                             | 24577      | Dordogne    | commune de la couronne | 12,97            | 512 (2022)                        | 39                 | modifier les données · modifier les données |
| Vitrac                            | 24587      | Dordogne    | commune de la couronne | 14,38            | 857 (2022)                        | 60                 | modifier les données · modifier les données |
| Milhac                            | 46194      | Lot         | commune de la couronne | 5,42             | 199 (2022)                        | 37                 | modifier les données · modifier les données |
| Saint-Cirq-Madelon                | 46257      | Lot         | commune de la couronne | 7,49             | 154 (2022)                        | 21                 | modifier les données · modifier les données |